# 에스플렉스센터
S플렉스센터(S-PLEXCENTER)는 대한민국 서울특별시 마포구 매봉산로에 있는 IT 관련 복합건물이다. 상암동 디지털미디어시티 단지 내에 건립된 복합건물로서, 서울시의 IT 기술을 활용하여 IT의 과거, 현재, 미래를 체험할 수 있는 정보화기획단의 SITC, 디지털 콘텐츠 산업 발달의 초석이 되는 경쟁력강화본부의 SDC, 현 교통방송과 서울 Topis의 기능을 통합한 SMC 등 3개부서 관련 시설의 유기적인 시설배치를 통한 기능간 시너지 효과를 목적으로 건립된 첨단 IT 건물이다.
동우건축에서 설계했으며, 그 이름은 서울의 약자인 'S'와 복합(Complex), 센터(Center)를 합성하여 작명되었다. IT·미디어·콘텐츠 산업의 집중 육성과 서울시 데이터 기반 행정 거점 조성을 위해 시너지움과 스마티움 2개 동으로 건축되었다. 일반 시민들과 기업들이 이용하는 시너지움에는 한국 최대 규모의 e-sports 경기장을 보유한 CJ OGN이 위치하고 있고 캐릭터 스튜디오, 영상 및 녹음 편집실, 하이엔드 VIP 시사실과 1인 미디어 개발자들을 위한 스튜디오 등으로 구성된 미디어콘텐츠센터가 입주하고 있으며 350명 내외를 수용할 수 있는 다목적 공개홀 또한 존재한다. 스타트업과 1인 개발자, IT, 그리고 소프트웨어를 지원하기 위해 건설된 스마티움에는 이전에 남산 밑에 사옥을 두고 있던 TBS, 서울시립미술관의 작품을 전시하는 Sema 갤러리 등이 입주해 있다.
시민고객 접근성과 기능 간의 연계를 고려하여 상층부는 시설별 고유 및 전문기능을 강화하여 도시관리업무 및 창의적 문화콘텐츠 생산과 교육, 교통정보수집/생산/활용을 위한 TBS와 Topis 시설을 중점 배치하고 저층부는 시설 통합 연계활용 및 시민고객을 위한 정책홍보, 전시, 관람 및 체험 등 시민고객이 즐겨찾는 시설을 중점 배치되어 있다.
승객용 11대, 비상용 3대, 화물용 2대로 도합 16대의 엘리베이터를 운용 중에 있으며, 승객용 및 비상용으로는 오티스 엘리베이터의 NV2(IRIS2) 기종을, 화물용으로는 동사의 FEC 기종을 도입하였다. 정격 속도의 경우 승객용은 150m/min, 비상용은 120m/min, 화물용은 B7-18층 운행용의 경우 60m/min이고 B1-21층 운행용의 경우 45m/min이다.

## 연혁
- 2009년 5월 3일: IT 콤플렉스 기공식[2]
- 2015년 12월 14일: S플렉스센터로 이름 결정[3]
- 2016년 7월 14일: 개관[4]